# Montaña Alavesa
La Montaña Alavesa (en euskera: Arabako Mendialdea) es una comarca del País Vasco. Es una de las siete comarcas o cuadrillas en las que se divide la provincia de Álava. Su denominación oficial es Cuadrilla de Montaña Alavesa (Arabako Mendialdeko Kuadrilla en euskera). La capital comarcal es Santa Cruz de Campezo.
La comarca de la Montaña Alavesa se sitúa al sureste de Álava, con una superficie de 534,87 km² y una población de 3.041 habitantes (2023).
Incluye los municipios de Arraya-Maestu, Bernedo, Campezo, Lagrán, Peñacerrada y Valle de Arana, así como las tierras comunales de la Parzonería de Encía y de la Comunidad de Laño, Pipaón y Peñacerrada. Aglutina un total de 47 localidades. Es una comarca montañosa y muy poco poblada. Ha perdido más de la mitad de su población a lo largo del siglo XX, pasando de los más de 8000 habitantes de 1900 a la población actual.
El 35,7% de la población laboral trabaja en la agricultura. El 32% se dedica a la actividad industrial. Los servicios, gracias a una actividad turística en alza, experimenta un importante desarrollo.
Los municipios y localidades (en negrita capital del municipio) que componen la Montaña Alavesa son:
| #     | Municipio                               | Concejos                                                                                                   | Alcalde                              | Partido Político                   | Población (2012) | % Población | Territorio km² |
| ----- | --------------------------------------- | --- | ------------------------------------ | ---------------------------------- | ---------------- | ----------- | -------------- |
| 1     | Arraya-Maestu                           | Apellániz Atauri Azáceta Corres Maestu Onraita Real Valle de Laminoria Róitegui Sabando Virgala Mayor      | Gemma Ramos Fernández                | EAJ-PNV                            | 739              | 22,3        | 123,11         |
| 2     | Bernedo                                 | Angostina Arlucea Bernedo Marquínez Navarrete Oquina Quintana San Román de Campezo Urarte Urturi Villafría | Javier Moraza Pérez                  | EAJ-PNV                            | 568              | 18,1        | 130,44         |
| 3     | Campezo                                 | Antoñana Bujanda Orbiso Oteo Santa Cruz de Campezo                                                         | Ibernalo Basterra Txasko             | Agrup. Electores Kaixo (Indep.)    | 1.136            | 35,4        | 85,02          |
| 4     | Lagrán                                  | Lagrán Pipaón Villaverde                                                                                   | Urtzi Gaintzarain González de Durana | EH Bildu                           | 180              | 5,6         | 45,62          |
| 5     | Peñacerrada-Urizaharra                  | Baroja Faido Loza Montoria Payueta Peñacerrada                                                             | Juan José Betolaza Pinedo            | Agrup. Mun. Independiente (Indep.) | 280              | 9,3         | 57,06          |
| 6     | Valle de Arana                          | Alda Contrasta San Vicente de Arana Ullíbarri-Arana                                                        | Larraitz Waliño Arana                | EAJ-PNV                            | 278              | 9,3         | 39,12          |
| 7 (*) | Parzonería de Encía                     | |                                      |                                    |                  |             | 49,37          |
| 8 (*) | Comunidad de Laño, Pipaón y Peñacerrada | |                                      |                                    |                  |             | 5,13           |
|       | Cuadrilla de Campezo-Montaña Alavesa    | |                                      |                                    | 3.181            | 100         | 534,87         |

(*) No son municipios

## Localidades de la Cuadrilla de la Montaña Alavesa
|    | Nombre localidad      | Nombre oficial                             | Municipio      | Población 2019 |
| 1  | Santa Cruz de Campezo | Santa Cruz de Campezo/Santikurutze Kanpezu | Campezo        | 795            |
| 2  | Maestu                | Maeztu/Maestu                              | Arraya-Maestu  | 328            |
| 3  | Bernedo               | Bernedo                                    | Bernedo        | 163            |
| 4  | Antoñana              | Antoñana                                   | Campezo        | 147            |
| 5  | Peñacerrada           | Peñacerrada-Urizaharra                     | Peñacerrada    | 116            |
| 6  | Lagrán                | Lagrán                                     | Lagrán         | 95             |
| 7  | San Vicente de Arana  | San Vicente de Arana/Done Bikendi Harana   | Valle de Arana | 95             |
| 8  | Apellániz             | Apellániz/Apinaiz                          | Arraya-Maestu  | 91             |
| 9  | Payueta               | Payueta/Pagoeta                            | Peñacerrada    | 63             |
| 10 | Urturi                | Urturi                                     | Bernedo        | 61             |
| 11 | Marquínez             | Markinez                                   | Bernedo        | 58             |
| 12 | Orbiso                | Orbiso                                     | Campezo        | 57             |
| 13 | Contrasta             | Kontrasta                                  | Valle de Arana | 55             |
| 14 | Azáceta               | Azazeta                                    | Arraya-Maestu  | 45             |
| 15 | Ullíbarri-Arana       | Ullíbarri-Arana/Uribarri Harana            | Valle de Arana | 43             |
| 16 | Navarrete             | Navarrete                                  | Bernedo        | 40             |
| 17 | Sabando               | Sabando                                    | Arraya-Maestu  | 39             |
| 18 | Vírgala Mayor         | Vírgala Mayor/Birgara Goien                | Arraya-Maestu  | 39             |
| 19 | Pipaón                | Pipaon                                     | Lagrán         | 36             |
| 20 | Atauri                | Atauri                                     | Arraya-Maestu  | 32             |
| 21 | Oquina                | Okina                                      | Bernedo        | 32             |
| 22 | Alecha                | Aletxa                                     | Arraya-Maestu  | 31             |
| 23 | Urarte                | Urarte                                     | Bernedo        | 30             |
| 24 | Alda                  | Alda                                       | Valle de Arana | 28             |
| 25 | Róitegui              | Róitegui/Erroitegi                         | Arraya-Maestu  | 27             |
| 26 | Arlucea               | Arluzea                                    | Bernedo        | 26             |
| 27 | Villaverde            | Villaverde                                 | Lagrán         | 26             |
| 28 | San Román de Campezo  | San Román de Campezo                       | Bernedo        | 25             |
| 29 | Corres                | Korres                                     | Arraya-Maestu  | 24             |
| 30 | Oteo                  | Oteo                                       | Campezo        | 22             |
| 31 | Villafría             | Villafría                                  | Bernedo        | 22             |
| 32 | Baroja                | Baroja                                     | Peñacerrada    | 20             |
| 33 | Faido                 | Faido/Faidu                                | Peñacerrada    | 20             |
| 34 | Bujanda               | Bujanda                                    | Campezo        | 19             |
| 35 | Onraita               | Onraita/Erroeta                            | Arraya-Maestu  | 19             |
| 36 | Quintana              | Quintana                                   | Bernedo        | 19             |
| 37 | Loza                  | Loza                                       | Peñacerrada    | 18             |
| 38 | Angostina             | Angostina                                  | Bernedo        | 17             |
| 39 | Montoria              | Montoria                                   | Peñacerrada    | 17             |
| 40 | Leorza                | Leorza/Elortza                             | Arraya-Maestu  | 15             |
| 41 | Musitu                | Musitu                                     | Arraya-Maestu  | 11             |
| 42 | Cicujano              | Cicujano/Zekuiano                          | Arraya-Maestu  | 10             |
| 43 | Zumento               | Zumentu                                    | Peñacerrada    | 7              |
| 44 | Ibisate               | Ibisate                                    | Arraya-Maestu  | 6              |
| 45 | Arenaza               | Arenaza/Areatza                            | Arraya-Maestu  | 5              |
| 46 | Vírgala Menor         | Vírgala Menor                              | Arraya-Maestu  | 4              |
| 47 | Izarza                | Izartza                                    | Bernedo        | 1              |
| 48 | Berroci               | Berrozi                                    | Bernedo        | 0              |

Nota: en negrita las capitales de municipios.

## Enlaces
- Montaña Alavesa en Google Maps
- Cuadrilla de Campezo-Montaña Alavesa

- Datos: Q1979009
- Multimedia: Kuadrilla of Mendialdea / Q1979009